# Wanderson de Jesus Martins
Wanderson de Jesus Martins, meglio noto come Caju (Irecê, 17 luglio 1995), è un calciatore brasiliano, difensore dell'Arīs Limassol.

## Caratteristiche tecniche
Gioca nella posizione di terzino sinistro.

## Carriera

### Club
Cresciuto nelle giovanili del Santos, viene promosso in prima squadra nel settembre 2014 a seguito della cessione di Emerson Palmieri al Palermo e dell'infortunio occorso a Eugenio Mena. Debutta in prima squadra e nella massima serie brasiliana il 21 settembre nella vittoria interna (3-1) contro il Figueirense, collezionando in seguito 11 presenze fino al termine del campionato.
Nel 2018 passa in prestito all'APOEL.
Dopo la fine del prestito, viene ceduto al Braga per 350.000 euro.

### Nazionale
Il 27 novembre 2014 viene convocato nella Nazionale Under-20 brasiliana per disputare il Sudamericano 2015 di categoria. Debutta il 15 gennaio 2015 nella vittoria (2-1) contro i pari età del Cile.

## Statistiche

### Presenze e reti nei club
Statistiche aggiornate al 15 marzo 2019.
| Stagione        | Squadra         | Campionato      | Campionato | Campionato | Coppe nazionali | Coppe nazionali | Coppe nazionali | Coppe continentali | Coppe continentali | Coppe continentali | Altre coppe | Altre coppe | Altre coppe | Totale | Totale |
| Stagione        | Squadra         | Comp            | Pres       | Reti       | Comp            | Pres            | Reti            | Comp               | Pres               | Reti               | Comp        | Pres        | Reti        | Pres   | Reti   |
| --------------- | --------------- | --------------- | ---------- | ---------- | --------------- | --------------- | --------------- | ------------------ | ------------------ | ------------------ | ----------- | ----------- | ----------- | ------ | ------ |
| 2014            | Santos          | SP/A1+A         | 0+11       | 0          | CB              | 2               | 0               | -                  | -                  | -                  | -           | -           | -           | 13     | 0      |
| 2015            | Santos          | SP/A1+A         | 0+4        | 0          | CB              | 0               | 0               | -                  | -                  | -                  | -           | -           | -           | 4      | 0      |
| 2016            | Santos          | SP/A1+A         | ?+10       | 0          | CB              | ?               | ?               | -                  | -                  | -                  | -           | -           | -           | 10     | 0      |
| 2017            | Santos          | SP/A1+A         | ?+3        | 0          | CB              | ?               | ?               | -                  | -                  | -                  | -           | -           | -           | 3      | 0      |
| gen.-giu. 2018  | Santos          | SP/A1+A         | ?+0        | 0          | CB              | ?               | ?               | -                  | -                  | -                  | -           | -           | -           | 0      | 0      |
| 2018-2019       | APOEL           | A'              | 18+2       | 0          | KK+SCC          | 0+0             | 0               | UCL                | 1                  | 1                  | -           | -           | -           | 21     | 1      |
| Totale carriera | Totale carriera | Totale carriera | 48         | 0          |                 | 2               | 0               |                    | 1                  | 1                  |             |             |             | 51     | 1      |

### Cronologia presenze e reti in nazionale
| Cronologia completa delle presenze e delle reti in nazionale ― Brasile under 20 | Cronologia completa delle presenze e delle reti in nazionale ― Brasile under 20 | Cronologia completa delle presenze e delle reti in nazionale ― Brasile under 20 | Cronologia completa delle presenze e delle reti in nazionale ― Brasile under 20 | Cronologia completa delle presenze e delle reti in nazionale ― Brasile under 20 | Cronologia completa delle presenze e delle reti in nazionale ― Brasile under 20 | Cronologia completa delle presenze e delle reti in nazionale ― Brasile under 20 | Cronologia completa delle presenze e delle reti in nazionale ― Brasile under 20 |
| Data                                                                            | Città                                                                           | In casa                                                                         | Risultato                                                                       | Ospiti                                                                          | Competizione                                                                    | Reti                                                                            | Note                                                                            |
| ------------------------------------------------------------------------------- | ------------------------------------------------------------------------------- | ------------------------------------------------------------------------------- | ------------------------------------------------------------------------------- | ------------------------------------------------------------------------------- | ------------------------------------------------------------------------------- | ------------------------------------------------------------------------------- | ------------------------------------------------------------------------------- |
| 15-1-2015                                                                       | Maldonado                                                                       | Brasile under 20                                                                | 2 – 1                                                                           | Cile under 20                                                                   | Sudamericano Under-20 2015                                                      | -                                                                               |                                                                                 |
| 17-1-2015                                                                       | Maldonado                                                                       | Brasile under 20                                                                | 0 – 2                                                                           | Uruguay under 20                                                                | Sudamericano Under-20 2015                                                      | -                                                                               |                                                                                 |
| 19-1-2015                                                                       | Maldonado                                                                       | Brasile under 20                                                                | 2 – 0                                                                           | Venezuela under 20                                                              | Sudamericano Under-20 2015                                                      | -                                                                               |                                                                                 |
| Totale                                                                          |                                                                                 | Presenze                                                                        | 3                                                                               |                                                                                 | Reti                                                                            | 0                                                                               |                                                                                 |

## Palmarès

### Club

#### Competizioni nazionali
- Campionato cipriota: 2

APOEL: 2018-2019
Aris Limassol: 2022-2023
- Coppa di Lega portoghese: 1

Sporting Braga: 2019-2020
- Coppa del Portogallo: 1

Braga: 2020-2021
- Supercoppa di Cipro: 1

Aris Limassol: 2023

#### Competizioni statali
- Campionato paulista: 2

Santos: 2015, 2016